# Xuân Hòa, Nam Đàn
Xuân Hòa là một xã thuộc huyện Nam Đàn, tỉnh Nghệ An, Việt Nam.
Xã Xuân Hòa có diện tích 6,55 km², dân số năm 1999 là 5861 người, mật độ dân số đạt 895 người/km².